# أندرو راين
أندرو راين (بالإنجليزية: Andrew Ryan)‏ (5 نوفمبر 1876 - 31 ديسمبر 1949) هو دبلوماسي بريطاني. عمل كقنصل عام للمغرب 1924-1930 ثم وزيرًا مفوضًا للمملكة العربية السعودية 1930-1936 ثم قنصلًا عامًا لألبانيا من 1936 حتى 1939.